# Osella FA1E
Az Osella FA1E egy Formula–1-es versenyautó, melyet az Osella csapat tervezett és versenyeztetett az 1983-as Formula–1 világbajnokságban, valamint az 1984-es bajnoki küzdelmekben egy versenyen. Pilótái 1983-ban Corrado Fabi és Piercarlo Ghinzani voltak, 1984-ben pedig Jo Gartner.

## Áttekintés
Ebben az autóban már az Alfa Romeo által biztosított V12-es motor kapott helyet, melyhez a gyár technikai segítséget is nyújtott, így ők szállították a hátsó futóművet és a szárnyakat is. Az Alfa Romeo ekkor a saját csapatával már turbómotort használt, a megállapodás értelmében pedig ezeket a következő évtől megkaphatta az Osella is. A V12-es szívómotorokkal azonban több probléma is volt: mindenekelőtt az, hogy évek óta nem kaptak érdemi fejlesztést, így elavultak voltak. Teljesítményben ugyan elvileg tudtak legalább annyit, mint a Ford-Cosworth fejlettebb, DFY típusmegjelölésű motorjai, ám ezek nagyobbak és nehezebbek voltak, nem beszélve arról, hogy rengeteg üzemanyagot fogyasztottak. Az autók rengeteg meghibásodása pedig az alapvetően meglévő megbízhatatlanságra vezethető vissza.
A kasztnit megtervező (pontosabban az előd FA1D modellt áttervező) Tony Southgate átvette a Brabham BT52 keskeny oldaldobozos kivitelét.
Eleinte egy példány készült el, ezt Ghinzani vezethette az 1983-as San Marinó-i nagydíjtól, majd Fabi a brit nagydíjtól is. Az eredmények tragikusak voltak: többször a kvalifikációjuk sem sikerült, ha pedig igen, viszonylag hamar kiestek valamilyen műszaki meghibásodás miatt. Az Osella az idény első tíz futamából egyet sem tudott befejezni, ráadásul ez már egy éve tartó sorozat volt. Ausztriában aztán végre mindkét autó célba ért, bár több kör hátrányban. Ezt követően ez még Fabinak sikerült a holland nagydíjon, de az Osella 1983-ban egy egészen elképesztő, a 30 lehetséges célbaérésből mindössze 3-at elérő negatív formában volt.
1984-ben Jo Gartner a San Marinó-i nagydíjon vezethette az autót, amivel kvalifikált ugyan a futamra, de ott elfüstölt a motor.

## Eredmények
| Év   | Csapat               | Motor           | Gumik | Pilóták            | 1   | 2   | 3   | 4   | 5   | 6   | 7   | 8   | 9   | 10  | 11  | 12  | 13  | 14  | 15  | 16  | Pontok | Helyezés |
| ---- | -------------------- | --------------- | ----- | ------------------ | --- | --- | --- | --- | --- | --- | --- | --- | --- | --- | --- | --- | --- | --- | --- | --- | ------ | -------- |
| 1983 | Kelémata Osella      | Alfa Romeo 1260 | M     |                    | BRA | USW | FRA | SMR | MON | BEL | USA | CAN | GBR | GER | AUT | NED | ITA | EUR | RSA |     |        |          |
| 1983 | Kelémata Osella      | Alfa Romeo 1260 | M     | Corrado Fabi       |     |     |     |     |     |     |     |     | NK  | NK  | 10  | 11  | KI  | NK  | KI  |     | 0      | -        |
| 1983 | Kelémata Osella      | Alfa Romeo 1260 | M     | Piercarlo Ghinzani |     |     |     | NK  | NK  | NK  | KI  | NK  | KI  | KI  | 11  | NK  | KI  | KI  | KI  |     | 0      | -        |
| 1984 | Osella Squadra Corse | Alfa Romeo 1260 | M     |                    | BRA | RSA | BEL | SMR | FRA | MON | CAN | DET | USA | GBR | GER | AUT | NED | ITA | EUR | POR | 0      | 11.      |
| 1984 | Osella Squadra Corse | Alfa Romeo 1260 | M     | Jo Gartner         |     |     |     | KI  |     |     |     |     |     |     |     |     |     |     |     |     | 0      | 11.      |

- Pontokat az FA1C modellel szereztek

## Forráshivatkozások
1. ↑  Brown, Allen: Osella FA1E car-by-car histories (angol nyelven). OldRacingCars.com, 2023. július 19. (Hozzáférés: 2025. január 30.)
2. ↑  Tíz év küzdelem – az Osella-sztori (magyar nyelven). Napi F1 sztori, 2022. január 29. (Hozzáférés: 2025. január 30.)